# باول فريدريك
باول فريدريك (بالإنجليزية: Paul Friedrich)‏ هو لغوي أمريكي، ولد في 22 أكتوبر 1927، وتوفي في 11 أغسطس 2016.